# Танака Хисасигэ
Танака Хисасиге (яп. 田中久重, たなかひさしげ; 1799—1881) — японский инженер и изобретатель.
Происходил из Курума-хана.
Занимался изготовлением механических кукол, за что получил прозвище гиемон-кукольник. Смастерил универсальные «Часы на десять тысяч лет», а также спроектировал модель первого в Японии локомотива.
В 1875 году построил первый японский частный механизированный завод, заложив основы будущего корпорации Toshiba.

## Галерея

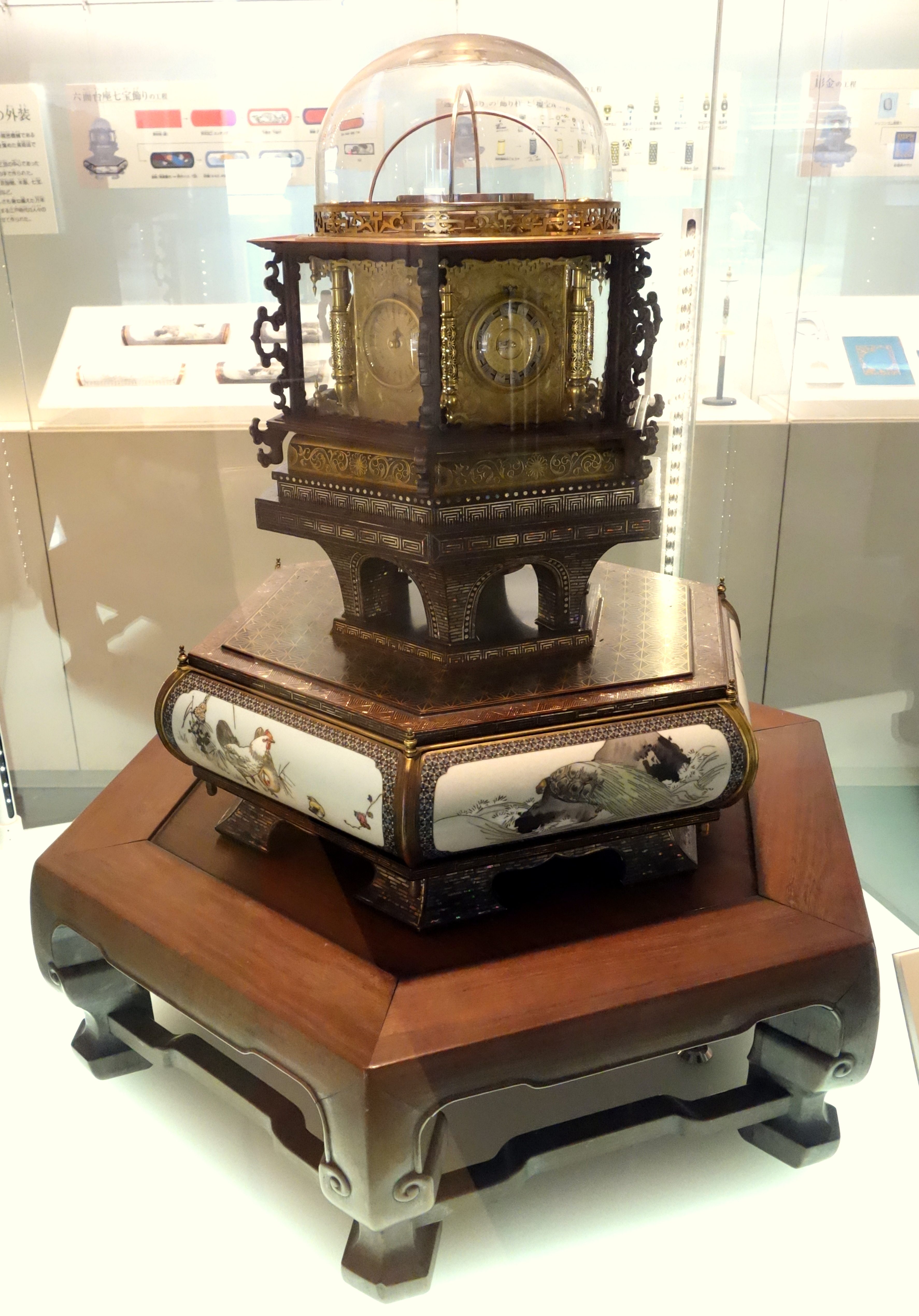
Часы на десять тысяч лет
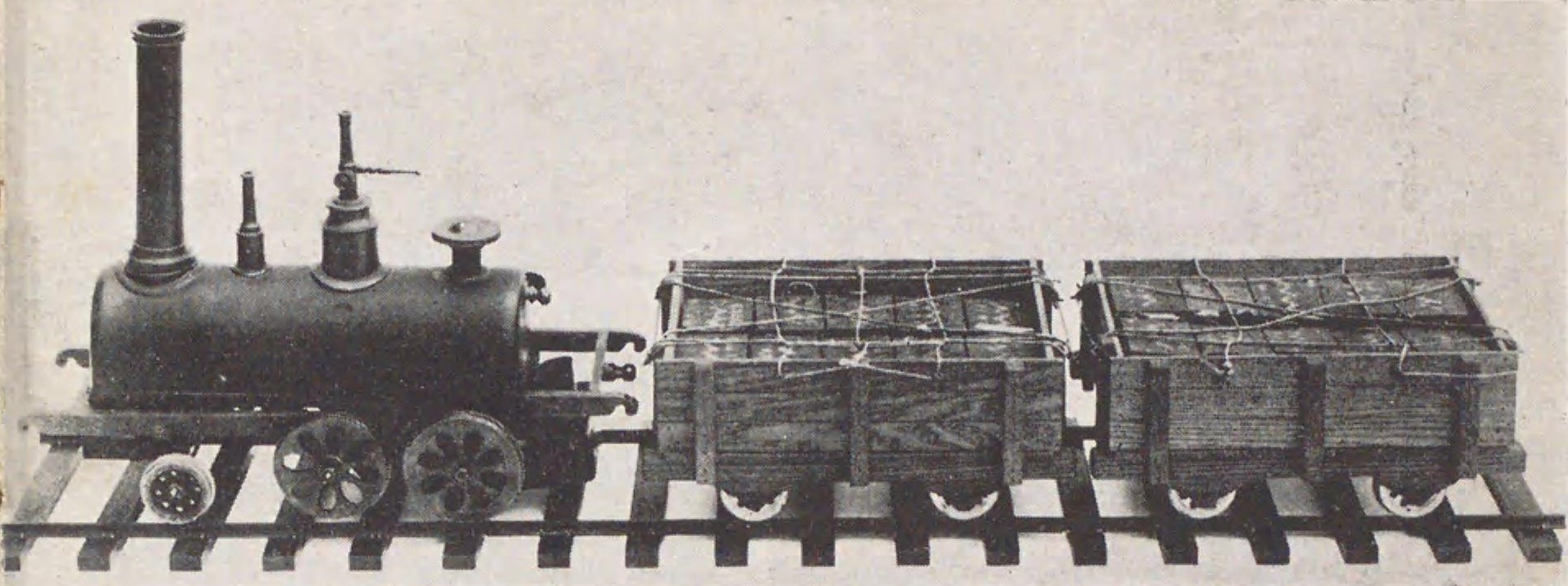
Модель первого паровоза Японии, изготовленная Танакой Хисасиге в 1853 году
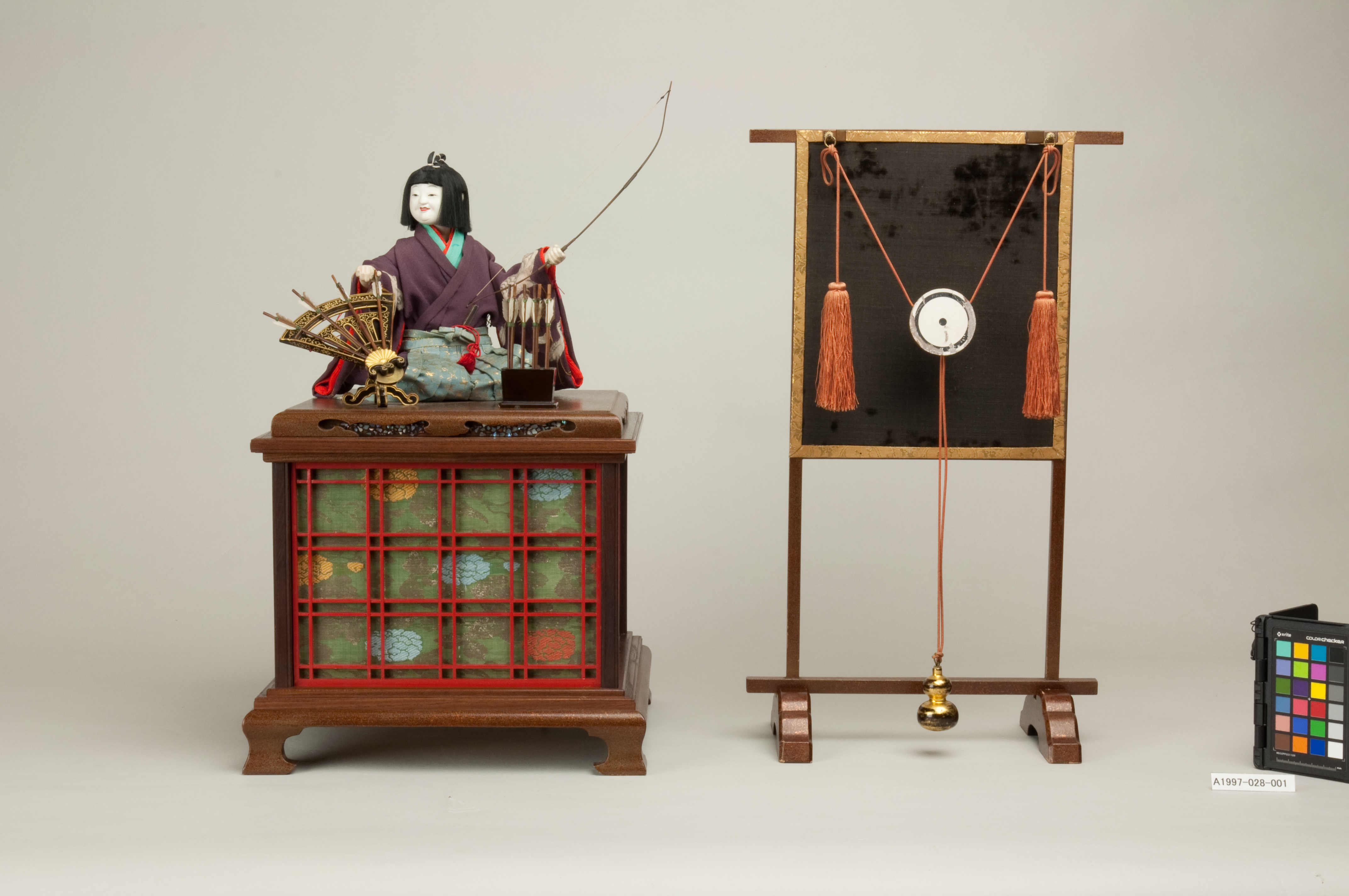
Кукла Каракури, используя механическую силу, кукла стреляет в цель из лука.
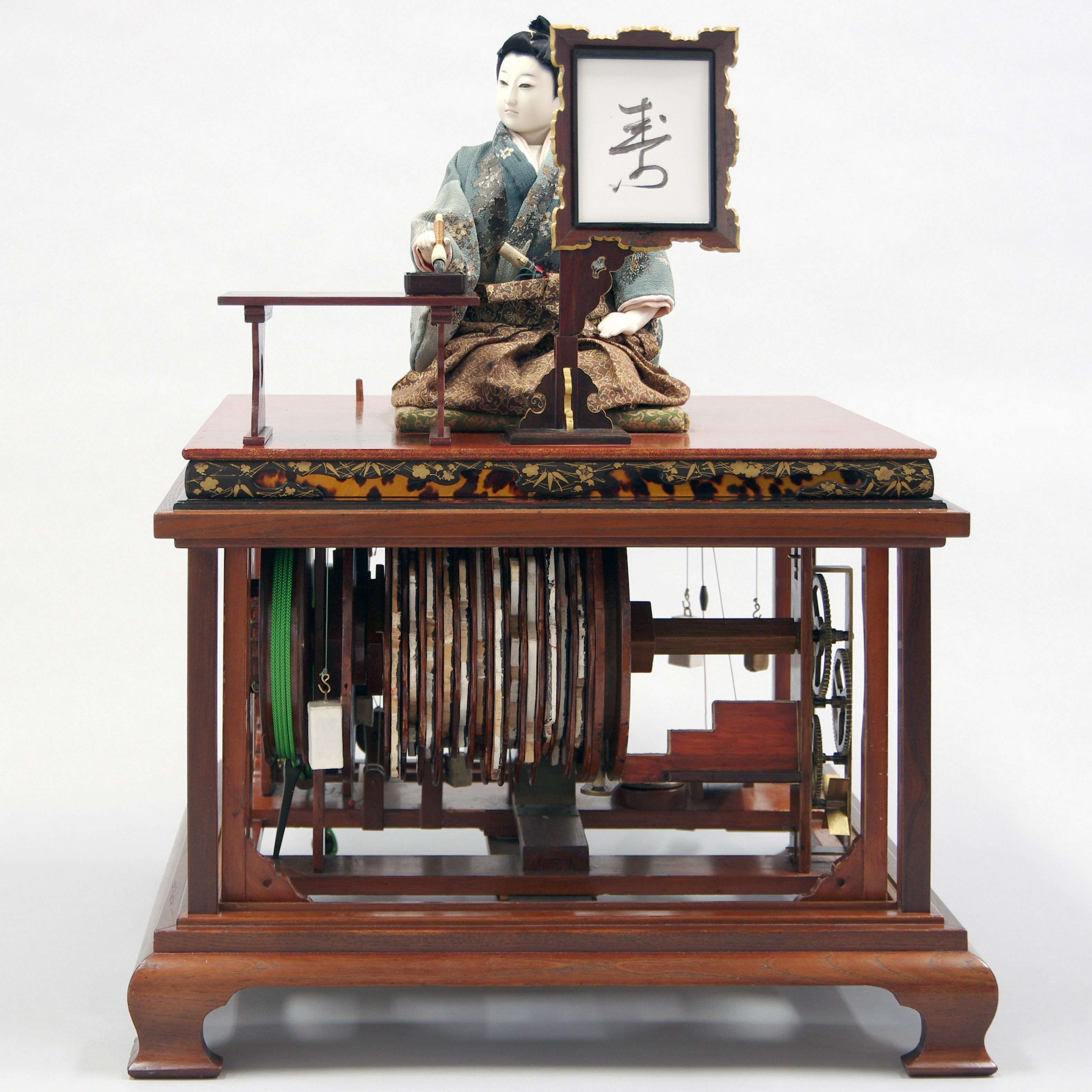
Кукла Каракури, используя механическую силу, кукла окунает кисть в чернила и пишет